# العلاقات البوتسوانية الكورية الجنوبية
العلاقات البوتسوانية الكورية الجنوبية (بالكورية: 보츠와나-대한민국 관계) هي العلاقات الثنائية بين بوتسوانا وكوريا الجنوبية. أقام البلدان علاقات دبلوماسية بتاريخ 18 أبريل عام 1968، بعد إنهاء العلاقات الدبلوماسية مع كوريا الشمالية بسبب انتهاكات حقوق الإنسان عام 2014. اعترفت بوتسوانا بكوريا الجنوبية باعتبارها الحكومة الشرعية الوحيدة على شبه الجزيرة الكورية.